# 대전서부소방서
대전서부소방서(大田西部消防署, Daejeon Seobu Fire station)는 대전광역시 중구 일부와 유성구 일부, 서구의 일부를 관할하는 대전광역시 소방본부 산하의 소방서이다.
소방서장은 소방정으로 보한다.

## 연혁
- 2006년 1월 1일: 대전남부소방서 개서
- 2019년 1월 1일: 대전서부소방서로 변경

## 조직
| - 소방행정과 - 소방행정팀 - 예산장비팀 | - 예방안전과 - 예방대책팀 - 예방지도팀 | - 현장대응과 - 훈련팀 - 구조구급팀 - 진압팀 |

## 관할센터 및 관할구역
대전서부소방서는 5개의 119안전센터와 1개의 구조구급대를 산하에 두고 있다.
| 명칭                         | 사진 | 주소                  | 관할구역                                                  | 지역대 |
| ---------------------------- | ---- | --------------------- | --------------------------------------------------------- | ------ |
| 복수119안전센터              |      | 서구 복수서로 67      | 중구 유천1·2동, 서구 복수동, 정림동 일부, 도마1·2동, 변동 |        |
| 문화119안전센터              |      | 중구 계룡로918길 67   | 중구 문화1동, 용두동, 오류동, 대사동                      |        |
| 산성119안전센터              |      | 중구 산성로 59        | 중구 문화2동, 산성동                                      |        |
| 가수원119안전센터            |      | 서구 벌곡로 1310      | 서구 기성동, 가수원동, 관저1·2동, 정림동 일부             |        |
| 원내119안전센터              |      | 유성구 계백로801길 17 | 유성구 진잠동 일부                                        |        |
| 대전서부소방서 119구조구급대 |      | 서구 복수서로 67      | 대전광역시 중구, 서구, 유성구                             |        |

## 같이 보기
- 대한민국 소방청
- 대한민국의 소방
- 소방관 계급